# Sanxi (socken i Kina, lat 31,76, long 107,22)
Sanxi (kinesiska: 三溪乡, 三溪) är en socken i Kina. Den ligger i provinsen Sichuan, i den sydvästra delen av landet, omkring 320 kilometer öster om provinshuvudstaden Chengdu. Antalet invånare är 8 266. Befolkningen består av 4 103 kvinnor och 4 163 män. Barn under 15 år utgör 22,0 %, vuxna 15-64 år 63 %, och äldre över 65 år 13,0 %.
Genomsnittlig årsnederbörd är 1 649 millimeter. Den regnigaste månaden är juli, med i genomsnitt 310 mm nederbörd, och den torraste är december, med 10 mm nederbörd.